# مونرو (شهرستان آدامز، ویسکانسین)
مونرو (به انگلیسی: Monroe) یک شهرک در ایالات متحده آمریکا است که در شهرستان آدامز، ویسکانسین واقع شده‌است. مونرو ۹۹٫۶ کیلومتر مربع مساحت و ۳۹۸ نفر جمعیت دارد و ۲۸۳ متر بالاتر از سطح دریا واقع شده‌است.